# Hiroyuki Komoto
Hiroyuki Komoto (Hyogo, 4 september 1985) is een Japans voetballer.

## Carrière
Hiroyuki Komoto speelde tussen 2004 en 2012 voor Vissel Kobe. Hij tekende in 2012 bij Omiya Ardija.